# 舍诺 (多尔多涅省)
舍诺（法語：Chenaud，法語發音：[ʃəno]）是法国多尔多涅省的一个旧市镇，属于佩里格区。2016年，舍诺与市镇帕尔库勒合并为新市镇帕尔库勒-舍诺。

## 地理
舍诺（45°13'5"N, 0°6'12"E）面积12.58 平方千米，位于法国新阿基坦大区多爾多涅省，该省份为法国西南部内陆省份，是法國本土面积第三大的省，大致对应佩里戈尔地区，北起顺时针与夏朗德省、上维埃纳省、科雷兹省、洛特省、洛特-加龙省、吉倫特省和滨海夏朗德省接壤。
舍诺的时区为UTC+01:00、UTC+02:00（夏令时）。

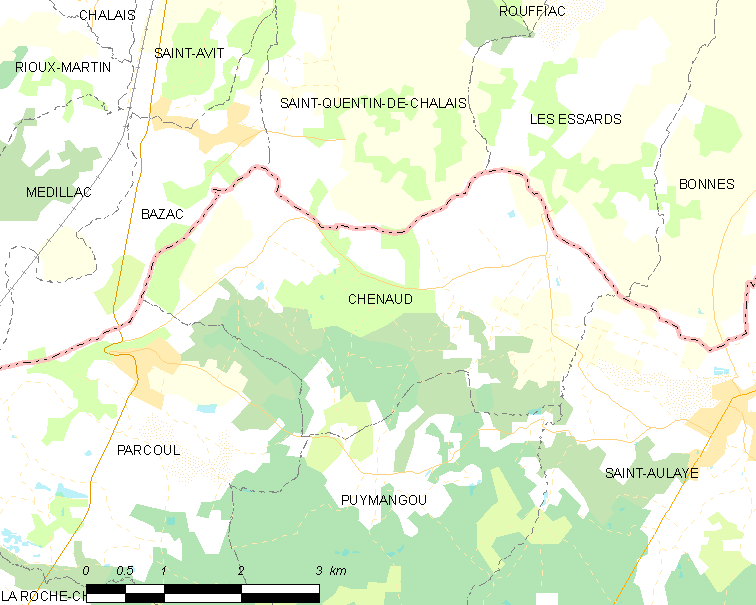
舍诺的OSM定位图

## 行政
舍诺的邮政编码为24410，INSEE市镇编码为24118。

## 政治
舍诺所属的省级选区为蒙蓬-梅内斯泰罗勒县。

## 人口

1962-2008年间舍诺人口变化图示

舍诺于2018年1月1日时的人口数量为359人。